# Bibio velorum
Bibio velorum är en tvåvingeart som beskrevs av Mcatee 1923. Bibio velorum ingår i släktet Bibio och familjen hårmyggor. Inga underarter finns listade i Catalogue of Life.